# Aelfric van Kent
Aelfric van Kent was vanaf 725 medekoning van het Angelsaksische koninkrijk Kent. Hij behoorde tot de Oiscingas-dynastie.

## Levensloop
Aelfric was een zoon van koning Wihtred van Kent uit diens derde huwelijk met Wærburg. 
Na de dood van zijn vader in 725 erfde hij diens bezittingen samen met zijn broers Æthelberht II en Eadbert I. Æthelberht kreeg als oudste broer het oosten van Kent en het opperheerschap toegewezen en Eadbert regeerde in West-Kent, terwijl Aelfric slechts een bescheiden deel verwierf. 
Omdat Aelfric sindsdien in geen enkel contemporain document meer vermeld wordt, wordt ervan uitgegaan dat hij niet veel later overleed.